# Karlstad (gemeente)
Karlstad is een Zweedse gemeente en stad in Värmland. De gemeente behoort tot de provincie Värmlands län en is tevens de hoofdstad van deze provincie. Karlstad had eind 2005 82.096 inwoners.

## Plaatsen
- Karlstad (stad)
- Skåre
- Vålberg
- Skattkärr
- Molkom
- Edsvalla
- Alster
- Väse
- Vallargärdet
- Blombacka
- Norsbron
- Edsgatan, Höja, Björby en Gräsås
- Hynboholm en Grönäs
- Gökhöjden
- Busterud
- Ulvsbyn en Mosstorp
- Lindfors
- Önnerudstorp
- Gräsås
- Sutterhöjden
- Steffensminne
- Rud
- Böj
- Dingelsundet
- Bäck en Vång
- Frubacka